# Ministarstvo prostornog uređenja, graditeljstva i državne imovine Republike Hrvatske
Ministarstvo prostornog uređenja, graditeljstva i državne imovine središnje je tijelo državne uprave u Republici Hrvatskoj koje se bavi prostornim uređenjem RH, graditeljstvom i stanovanjem i državnom imovinom. Aktualni ministar je Branko Bačić, od 17. siječnja 2023. godine. 
Ministarstvo obavlja upravne i druge poslove koji se odnose na: prostorno uređenje Republike Hrvatske i usklađivanje prostornoga razvitka, planiranje, korištenje i zaštitu prostora, ostvarivanje međunarodne suradnje u prostornom uređenju, informacijski sustav prostornog uređenja, praćenje stanja u prostoru i provedbu prostornih planova Republike Hrvatske, lokacijske dozvole, izradu i praćenje provedbe Strategije prostornog razvoja Republike Hrvatske, Državnog plana prostornog razvoja i drugih prostornih planova koje donosi Hrvatski sabor ili Vlada, pripremu liste pokazatelja o stanju u prostoru, izradu odnosno vođenje izrade izvješća o stanju u prostoru Republike Hrvatske, suradnju u izradi prostornih planova županija, gradova i općina radi ostvarivanja uvjeta za gospodarenje, zaštitu i upravljanje prostorom i usklađivanja djelovanja tijela državne uprave koja sudjeluju u izradi, donošenju i provedbi prostornih planova, ostvarivanje uvjeta za razvitak i unapređenje poslovanja pravnih i fizičkih osoba iz područja prostornoga uređenja, uređenje naselja i uređenje i korištenje građevinskoga zemljišta.

## Djelokrug
- Obavlja upravne i druge poslove koji se odnose na područje procjene vrijednosti nekretnina, utvrđivanje uvjeta za projektiranje i gradnju građevina, energetsku učinkovitost u zgradarstvu, građevinske i uporabne dozvole, korištenje, održavanje i uklanjanje građevine.

- Obavlja upravne i druge poslove koji se odnose na djelovanje instrumenata i mjera gospodarske politike na razvitak projektantskih usluga u graditeljstvu i graditeljskih usluga; poslovanje pravnih i fizičkih osoba iz područja graditeljstva, rad strukovne komore arhitekata i komora inženjera u graditeljstvu i prostornom uređenju, slobodu kretanja građevnih proizvoda i usluga iz propisane nadležnosti Ministarstva, uređenje zahtjeva za energetski učinkovitu, pristupačnu i održivu gradnju, praćenje i analiziranje zakonitosti i kvalitete gradnje; praćenje i analiziranje kvalitete građevinskih i projektantskih usluga u graditeljstvu; stanovanje, politiku stanovanja, gradnju stanova i naselja; realizaciju posebnih programa Vlade u stanogradnji; politiku, praćenje i unapređivanje stanja u komunalnom gospodarstvu, ostvarivanje međunarodne suradnje u graditeljstvu i stanovanju.

- Obavlja upravne i druge poslove koji se odnose na upravljanje državnom imovinom koja mu je posebnim zakonom dana na upravljanje.

- Izvršava vlasničke ovlasti u ime Republike Hrvatske, u skladu s posebnim zakonom kojim se uređuje upravljanje državnom imovinom.

- Sudjeluje s nadležnim ministarstvom u poslovima upravljanja i raspolaganja dionicama i poslovnim udjelima trgovačkih društava koji čine državnu imovinu u vlasništvu Republike Hrvatske te u pogledu trgovačkih društava koja se pretežno bave djelatnostima iz područja propisane nadležnosti ovoga Ministarstva.

- Izrađuje nacrt prijedloga Strategije upravljanja državnom imovinom, prijedlog Godišnjeg plana upravljanja državnom imovinom i prijedlog Izvješća o provedbi Godišnjeg plana upravljanja državnom imovinom.

- Obavlja stručne poslove koji se odnose na koordinaciju i harmonizaciju kriterija za upravljanje državnom imovinom koja mu je dana na upravljanje.

- Obavlja upravne i druge poslove koji se odnose na upravljanje i raspolaganje fondom stanova i poslovnih prostora u vlasništvu Republike Hrvatske, a u odnosu na koje upravljanje nije uređeno posebnim propisom; upravljanje i raspolaganje rezidencijskim objektima, upravljanje i raspolaganje nekretninama koje je Ministarstvo obrane proglasilo neperspektivnim za vojnu namjenu te upravljanje i raspolaganje ostalim građevinskim zemljištem u vlasništvu Republike Hrvatske; upravljanje i raspolaganje zemljištima u vlasništvu Republike Hrvatske na kojima se obavlja djelatnost kampa ili su izgrađeni planinarski dom ili kuća s pripadajućim zemljištem koje služi redovitoj uporabi nekretnine, izgrađene na zemljištu uknjiženom kao vlasništvo Republike Hrvatske, neovisno o tome nalaze li se u građevinskoj zoni, na poljoprivrednom zemljištu te šumi ili šumskom zemljištu, ako u postupku pretvorbe društvenog vlasništva ili po posebnim propisima vlasništvo nisu stekle druge osobe, nekretninama u vlasništvu Republike Hrvatske na kojima se planira izgradnja igrališta za golf, hotela, hotelskih kompleksa, kampa i drugih sportsko-rekreacijskih igrališta na otvorenom s pratećim zgradama i drugih sličnih objekata komercijalne naravi, upravljanje i raspolaganje imovinom koja je u vlasništvu Republike Hrvatske ili nad kojom Republika Hrvatska obavlja vlasnička prava, a koja se odnosi na pravne osobe i predmet je sukcesije država proizišle zbog raspada bivše SFRJ sukladno posebnim propisima; za navedene nekretnine Ministarstvo donosi odluke o stjecanju, zamjeni i drugim sličnim raspolaganjima.

- Upravlja viškom iskopa mineralne sirovine sukladno posebnim propisima.

- Upravlja imovinom koja je pravomoćnom sudskom presudom u kaznenom ili prekršajnom postupku trajno oduzeta pravomoćno osuđenim počiniteljima kaznenog djela ili prekršaja ili s njima povezanim osobama i koja je dana Ministarstvu na upravljanje; upravlja privremeno oduzetom imovinom u vlasništvu okrivljenika protiv kojih se vodi kazneni ili prekršajni postupak ili s njima povezanim osobama u skladu s posebnim propisima i koja je dana Ministarstvu na upravljanje.

- Sudjeluje u postupku izrade dokumenata prostornoga uređenja podnošenjem zahtjeva i davanjem mišljenja ako je njime obuhvaćeno i zemljište u vlasništvu Republike Hrvatske kojim Ministarstvo upravlja.

- Obavlja nadzor nad upravljanjem i raspolaganjem državnom imovinom u provođenju zakona kojim se uređuje upravljanje državnom imovinom.

- Sudjeluje u radu institucija Europske unije i surađuje s drugim međunarodnim institucijama sukladno propisanoj nadležnosti i djelokrugu.

- Obavlja poslove koji se odnose na sudjelovanje Republike Hrvatske u radu tijela Europske unije u područjima iz njegove nadležnosti.

- Obavlja upravne i druge poslove nositelja mjere stambenog zbrinjavanja na potpomognutim područjima Republike Hrvatske u okviru kojih predlaže, organizira, provodi i nadzire provedbu stambenog zbrinjavanja radi osiguranja uvjeta za povratak, ostanak i naseljavanje stanovništva.

- Obavlja upravne, stručne, provedbene i druge poslove koji se odnose na planiranje, pripremu, provedbu i nadzor provedbe programa obnove i popravka u Domovinskom ratu oštećenih ili uništenih stambenih jedinica, kao i programe stambenog zbrinjavanja.

- Obavlja stručne poslove koji se odnose na pripremu, organizaciju i provedbu sanacije ili izgradnje objekata osnovne komunalne i socijalne infrastrukture radi efikasnije prometne povezanosti i dostupnosti potrebne robe i usluga u svrhu demografske revitalizacije te povećanja društvenog standarda hrvatskih građana i doprinosa uravnoteženom razvoju svih područja Republike Hrvatske.

- Obavlja upravne i druge poslove koji se odnose na planiranje, organiziranje i provođenje aktivnosti efikasnog i učinkovitog upravljanja i gospodarenja stambenim jedinicama u državnom vlasništvu kroz najam, postupke darovanja i prodaje stambenih jedinica.

- Obavlja stručne i druge poslove pripreme, organiziranja i provedbe obnove zgrada oštećenih potresom i praćenje provedbe programa mjera obnove.

## Ministri
Trenutno dužnost ministra od 17. siječnja 2023. obnaša Branko Bačić, diplomirani inženjer geodezije iz HDZ-a.

### Povijest
Sljedeći su ministi od osamostaljenja Republike Hrvatske upravljali resorom graditeljstva.
| vlada        | ministar                  | zvanje                                                                           | početak mandata    | kraj mandata       |
| ------------ | ------------------------- | -------------------------------------------------------------------------------- | ------------------ | ------------------ |
| 1.           | Milan Hrnjak              | Ministar građevinarstva, stambeno-komunalnih poslova i zaštite čovjekove okoline | 30. svibnja 1990.  | 4. ožujka 1991.    |
| 2.           | Milan Hrnjak              | Ministar građevinarstva, stambeno-komunalnih poslova i zaštite čovjekove okoline | 30. svibnja 1990.  | 4. ožujka 1991.    |
| resor ukinut |                           |                                                                                  |                    |                    |
| 3.           | Ivan Cifrić               | ministar zaštite okoliša, prostornog uređenja i graditeljstva                    | 2. kolovoza 1991.  | 12. kolovoza 1992. |
| 4.           | Zdenko Karakaš            | ministar graditeljstva i zaštite okoliša                                         | 12. kolovoza 1992. | 3. travnja 1993.   |
| 5.           | Zlatko Tomčić             | ministar graditeljstva i zaštite okoliša                                         | 3. travnja 1993.   | 31. prosinca 1994. |
| 5.           | Marina Matulović-Dropulić | ministrica prostornog uređenja, graditeljstva i stanovanja                       | 27. siječnja 1995. | 16. prosinca 1996. |
| 6.           | Marina Matulović-Dropulić | ministrica prostornog uređenja, graditeljstva i stanovanja                       | 27. siječnja 1995. | 16. prosinca 1996. |
| 6.           | Marko Širac               | ministar prostornog uređenja, graditeljstva i stanovanja                         | 16. prosinca 1996. | 27. siječnja 2000. |
| 7.           | Radimir Čačić             | ministar za javne radove, obnovu i graditeljstvo                                 | 27. siječnja 2000. | 23. prosinca 2003. |
| 8.           | Radimir Čačić             | ministar za javne radove, obnovu i graditeljstvo                                 | 27. siječnja 2000. | 23. prosinca 2003. |
| 9.           | Marina Matulović Dropulić | ministrica zaštite okoliša, prostornog uređenja i graditeljstva                  | 23. prosinca 2003. | 29. prosinca 2010. |
| 10.          | Marina Matulović Dropulić | ministrica zaštite okoliša, prostornog uređenja i graditeljstva                  | 23. prosinca 2003. | 29. prosinca 2010. |
| 11.          | Marina Matulović Dropulić | ministrica zaštite okoliša, prostornog uređenja i graditeljstva                  | 23. prosinca 2003. | 29. prosinca 2010. |
| 11.          | Branko Bačić              | ministar zaštite okoliša, prostornog uređenja i graditeljstva                    | 29. prosinca 2010. | 23. prosinca 2011. |
| 12.          | Ivan Vrdoljak             | ministar graditeljstva i prostornog uređenja                                     | 23. prosinca 2011. | 16. studenog 2012. |
| 12.          | Anka Mrak-Taritaš         | ministrica graditeljstva i prostornog uređenja                                   | 16. studenog 2012. | 22. siječnja 2016. |
| 13.          | Lovro Kuščević            | ministar graditeljstva i prostornog uređenja                                     | 23. siječnja 2016. | 9. lipnja 2017.    |
| 14.          | Lovro Kuščević            | ministar graditeljstva i prostornog uređenja                                     | 23. siječnja 2016. | 9. lipnja 2017.    |
| 14.          | Predrag Štromar           | ministar graditeljstva i prostornog uređenja                                     | 9. lipnja 2017.    | 23. srpnja 2020.   |
| 15.          | Darko Horvat              | ministar graditeljstva, prostornog uređenja i državne imovine                    | 23. srpnja 2020.   | 19. veljače 2022.  |
| 15.          | Ivan Paladina             | ministar prostornog uređenja, graditeljstva i državne imovine                    | 9. ožujka 2022.    | 11. siječnja 2023. |
| 15.          | Branko Bačić              | ministar prostornog uređenja, graditeljstva i državne imovine                    | 17. siječnja 2023. | –                  |
| 16.          | Branko Bačić              | ministar prostornog uređenja, graditeljstva i državne imovine                    | 17. siječnja 2023. | –                  |

Resor prostornog uređenja u 7. i 8. Vladi pripadao je Ministarstvu zaštite okoliša, koje je u tom razdoblju vodio Božo Kovačević.